# Queen (äpple)

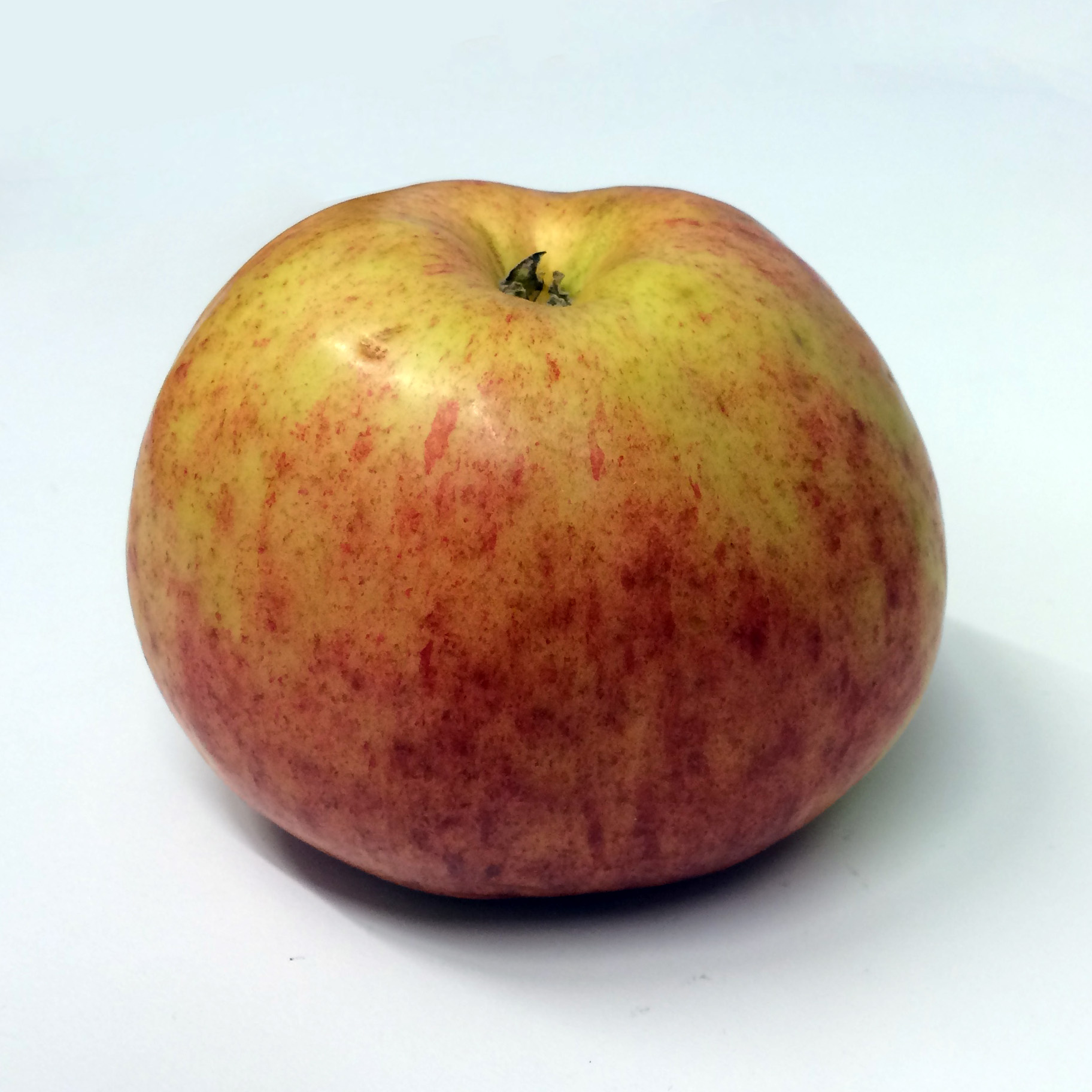
Ett äpple av sorten Queen, fotograferat i samband med Nordiska museets äppelfestival i september 2014.

Queen är en äppelsort som har sitt ursprung i England år 1858. Äpplet är stort och plattrunt. Typisk storlek bredd 89mm, höjd 64mm.  Äpplet, vars skal är mestadels av en närmast rosa färg, har bra motståndskraft mot sjukdomar. Äpplet kan dock drabbas av pricksjuka. Äpplets kött är vitt, mört, saftigt, och en aning syrligt, utan nämnvärd arom. Äpplet plockas i oktobers början, och håller sig som bäst till novembers slut. Äpplet passar bra i köket, och även som ätäpple. Grovt kött utan arom. Blomningen på detta äpple är sen, och äpplen som pollineras av Queen är bland andra Cox Pomona och Filippa. I Sverige odlas Queen gynnsammast i zon I-IV.  Stjälk 3x18mm. 
Queen började säljas i Sverige år 1893 av Alnarps Trädgårdar.